# Parafia Najświętszego Odkupiciela w Pobierowie
Parafia pw. Najświętszego Odkupiciela w Pobierowie - parafia należąca do dekanatu Kamień Pomorski, archidiecezji szczecińsko-kamieńskiej, metropolii szczecińsko-kamieńskiej.

## Historia
Najstarsza informacja o miejscowości pochodzi z 1386 r. W 1590 roku została zbudowana w Pobierowie kaplica ewangelicka. Od 1791 roku odprawiane były w miejscowości stałe nabożeństwa. W 1806 roku dobudowano wieżę przy kaplicy. Obecnie nie ma śladu po tym obiekcie. Od zakończenia II wojny światowej w 1945 roku, do 1957 roku, Pobierowo wchodziło w skład parafii Kamień Pomorski. Dalsze 30 lat należało do Gostynia Szczecińskiego. Parafię erygowano dnia 31 grudnia 1986 r., przez ks. bp Kazimierza Majdańskiego, a księgi metrykalne prowadzone są od 24 maja 1987 roku.

### Kościół parafialny
- Kościół pw. Najświętszego Odkupiciela w Pobierowie[2][1]

### Cmentarze
Jeszcze przed porządkowaniem terenu przykościelnego rozpoczęte były prace przy cmentarzu. Ostatecznie przed zimą 1987 roku gotowa była kaplica cmentarna. Pierwszą osobę pochowano na cmentarzu w 1992 r.

## Duszpasterze

### Proboszczowie
Parafią administrowali następujący księża:
| Okres pełnienia funkcji | Okres pełnienia funkcji | Proboszcz                             | Lata życia | Uwagi                                          |
| od                      | do                      | Proboszcz                             | Lata życia | Uwagi                                          |
| ----------------------- | ----------------------- | ------------------------------------- | ---------- | ---------------------------------------------- |
| 1.01.1987               | 27.08.2013              | ks. prałat mgr lic. Zygmunt Wawszczak |            | po przejściu na emeryturę rezydent tej parafii |
| 08.2013                 | 25.08.2017              | ks. mgr Henryk Marszałek              |            |                                                |
| 26.08.2017              |                         | ks. kan. mgr Stanisław Krzyżanowski   |            |                                                |